# Клайборн, Шейн

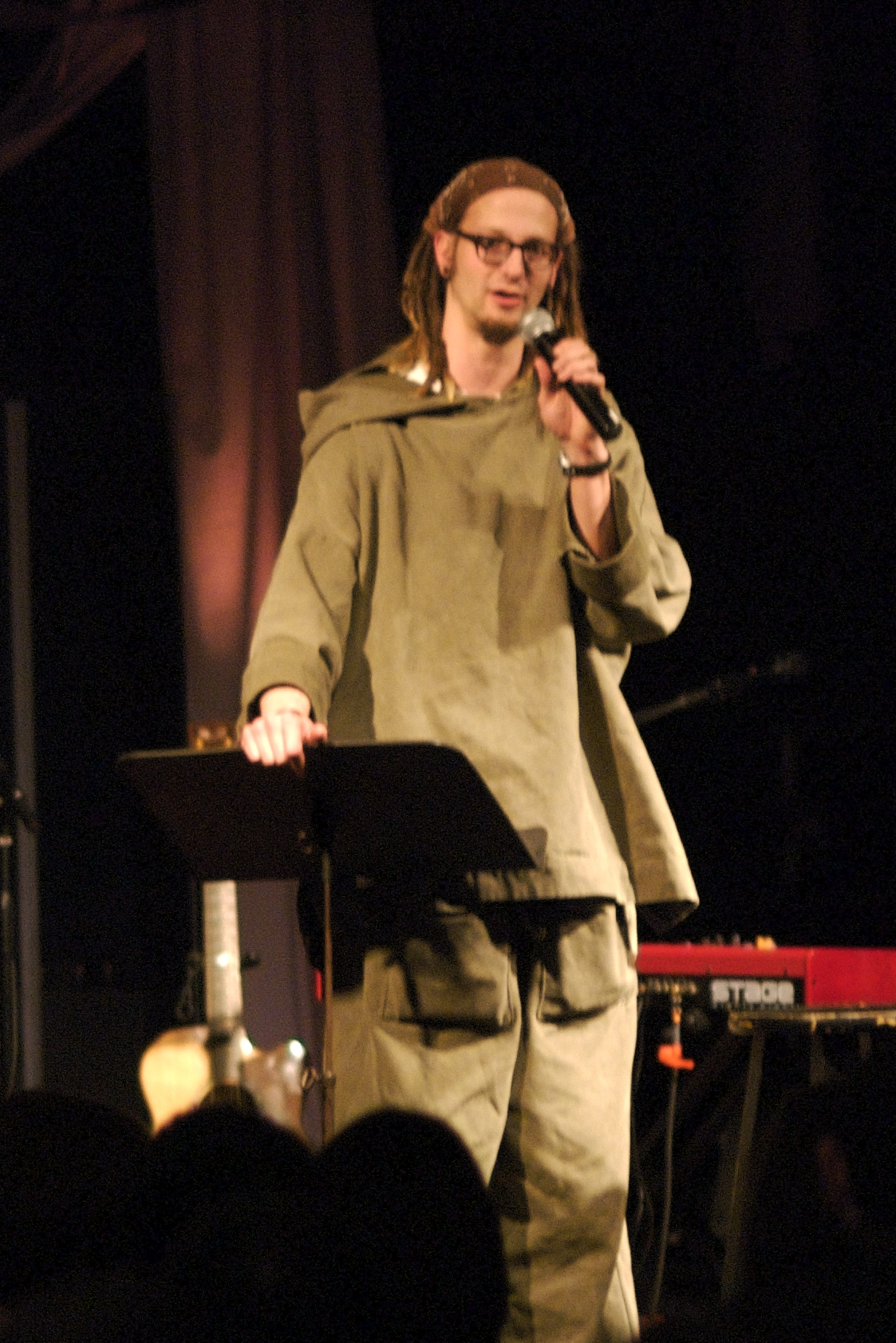
Выступление Шейна Клайборна в 2007 году

Шейн Клайборн (англ. Shane Claiborne) (родился 11 июня 1975 г.) — прогрессивный христианский активист и автор, один из основателей новомонашеской общины «Potter Street Community» (бывшая «The Simple Way») в Филадельфии, штат Пенсильвания. Эта организация стала известной благодаря журналу «Christianity Today»  Ш. Клайборн — также выдающийся активист ненасилия и службы бедным.

## Биография
Шейн Клайборн вырос в восточном Теннесси. Его отец, ветеран войны во Вьетнаме, умер, когда Шейну было девять лет. В детстве Шейн посещал методистскую церковь; в старшей школе друзья пригласили его в пятидесятническую церковь, где он крестился. Выпускник Восточного Университета, в котором он изучал социологию и молодёжное пасторство, получил степень бакалавра искусств.
Подход Клайборна к миссии для бедных часто сравнивают с деятельностью Матери Терезы, вместе с которой он в студенческие годы проработал 10 недель в Калькутте и которая, как писал Клайборн потом, произвела на него сильное впечатление и поспособствовала принятию принципов последовательной жизненной этики (англ. consistent life ethic), безусловно защищающей человеческую жизнь от зачатия до естественной смерти. 
Он провёл 3 недели в Багдаде вместе с «Мирной командой Ирака» (англ. Iraq Peace Team), совместный проект «Voices in the Wilderness» и «Христианских миротворческих команд». Ему довелось быть свидетелем военных бомбардировок и Багдада, и военизированных районов между Багдадом и Амманом. Как член «Мирной команды Ирака», Ш. Клайборн совершал ежедневные поездки в разбомбленные города, посещал больницы и семьи, отправлял религиозные обряды и богослужения во время той войны. Так же он продолжал служение в качестве члена общенациональной Ассоциации развития христианских общин (англ. Christian Community Development Association), которая была основана Джоном М. Перкинсом и Уэйном Гордоном (англ. Wayne Gordon).
В среду, 20 июня 2007 г. случился пожар седьмой категории сложности на заброшенном складе через улицу, который уничтожил общественный центр организации «The Simple Way», в котором Ш. Клайборн в то время жил. Он потерял всё своё имущество в том пожаре.  «The Simple Way» начала немедленно собирать пожертвования для помощи тем, кто лишился жилища из-за пожара.
Ш. Клайборн снялся в документальном фильме «Обыкновенные радикалы», а также был зам. директором кинокартины «Другой мир возможен» (англ. Another World is Possible), вышедшей на трёх DVD. Клайборн написал вступление к книге Бена Лоу «Зелёная революция: соберёмся вместе, чтобы беречь Творение» (англ. Green Revolution: Coming Together to Care for Creation), вышедшей в 2009 году.

## Сноски
1. ↑  http://www.christianitytoday.com/ct/2005/september/16.38.html Архивная копия от 28 февраля 2018 на Wayback Machine Moll, Rob. "The New Monasticism." Christianity Today. 2 September 2005.
2. 1 2  Tabor, 2020.
3. ↑  The expression, 2011.
4. ↑  Claiborne.
5. ↑  Goldberg.
6. 1 2  http://www.philly.com/inquirer/multimedia/20070623_Their_lives_shattered_after_Kensington_fire.html Архивная копия от 1 ноября 2008 на Wayback Machine Matza, Michael. "Their lives shattered after Kensington fire." Philadelphia Inquirer. 23 June 2007.
7. ↑  http://www.philly.com/inquirer/local/20070622_Nonprofit_starts_fund_for_fire_victims.html Архивная копия от 5 июля 2009 на Wayback Machine Stuhldreher, Katie. "Nonprofit starts fund for fire victims." Philadelphia Inquirer. 22 June 2007.